# Marlon Jackson
Marlon David Jackson (Gary (Indiana), 12 maart 1957) is een Amerikaans zanger en danser, die vooral beroemd werd als lid van The Jackson 5.

## Biografie
Marlon Jackson is het zesde kind van Joseph Jackson en Katherine Jackson en een broer van onder anderen Michael en Janet Jackson. Hij werd geboren als helft van een tweeling, maar zijn tweelingbroer Brandon Jackson stierf vlak na de geboorte.

### The Jackson 5 / The Jacksons
Jackson werd, net als zijn broers en zussen, opgevoed met de missie om carrière te maken in de muziekwereld. Op zevenjarige leeftijd sloot hij zich, samen met zijn één jaar jongere broertje Michael, aan bij de groep The Jackson Brothers, die hun oudere broers Jackie, Tito en Jermaine al eerder hadden gevormd. De naam van de groep werd daarbij veranderd in The Jackson 5. Marlons rol binnen de band was meestal die van achtergrondzanger en ook bespeelde hij de tamboerijn.
Vader en manager Joseph Jackson voerde vaak lijfstraffen uit op zijn zoons als zij fouten maakten tijdens repetities. In latere interviews is naar voren gekomen dat Marlon vaak het haasje was omdat hij, in tegenstelling tot zijn broers, moeite had met het bijhouden van de choreografieën. Opmerkelijk is dat Marlon later The Dancing Machine als bijnaam kreeg, vanwege zijn blijkbaar toch wel natuurlijke gevoel voor dans.
In 1976 wisselde The Jackson 5 van platenlabel (van Motown Records naar Epic) en werd de groepsnaam veranderd in The Jacksons. Jermaine, die als enige besloot bij Motown te blijven, verliet de groep en werd vervangen door de jongste broer Randy. Tijdens live-optredens nam Marlon de zang van Jermaine vaak over en ook begon hij vaker mee te schrijven aan muziek en tekst. Voor het album Victory (1984) schreef en produceerde hij voor het eerst een nummer helemaal zelf. Dit nummer, getiteld Body, werd een bescheiden hit in de Verenigde Staten.

### Solo
In januari 1985 maakte Jackson bekend dat hij The Jacksons verliet en in navolging van zijn broer Michael een solocarrière zou starten. Een jaar later verscheen zijn eerste solosingle, (Let Your Love Find) The Chosen One, dat hij opnam voor de film The Golden Child. Zijn eerste solo-debuutalbum, Baby Tonight, volgde in 1987. Dit album bevatte onder meer het nummer When Will You Surrender, geschreven door Fluitsma & Van Tijn. De single Don't Go, waaraan onder anderen Paul Jackson jr., Gerald Albright en Fred Maher meewerkten, bereikte de tweede plaats van de Amerikaanse R&B hitlijst.

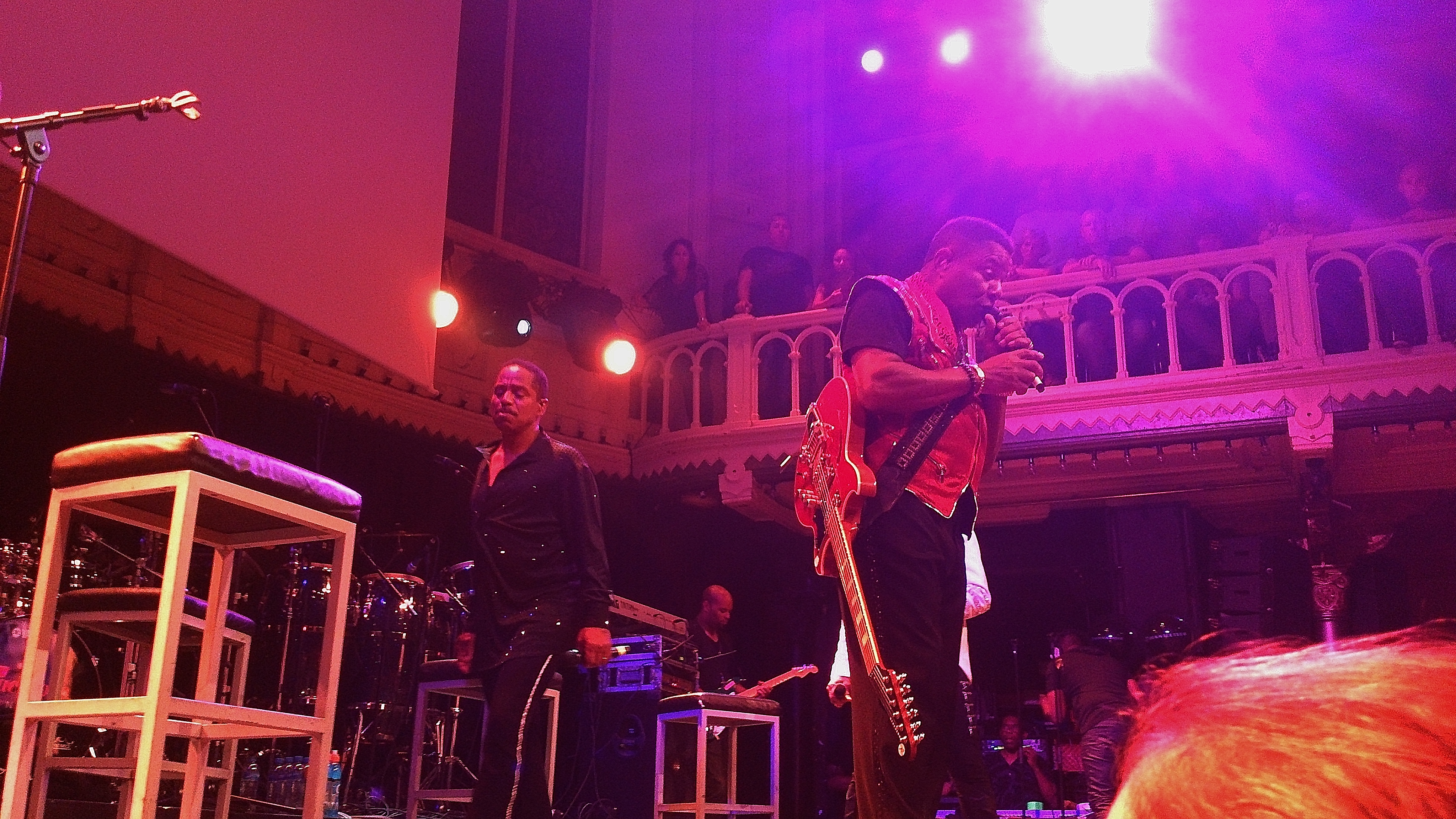
Marlon Jackson (links) en zijn broer Tito (rechts) tijdens The Unity Tour 2014, in Paradiso Amsterdam.

Na Baby Tonight bracht Jackson geen volgende albums meer uit. Hij liet de entertainmentwereld, in tegenstelling tot zijn broers en zussen, achter zich en werd een succesvolle makelaar in Zuid-Californië. Af en toe stond hij wel nog in de schijnwerpers, vooral bij speciale familiale aangelegenheden. Zo was hij erbij toen The Jackson 5 in 1997 werd opgenomen in de Rock & Roll Hall of Fame en trad hij in 2001 met zijn broers op tijdens het jubileumconcert van Michael in de Madison Square Garden in New York. In 2012 en 2013 trad Jackson opnieuw op met zijn broers tijdens de Unity Tour. In 2015 stichtte hij de Study Peace Foundation, een stichting die als doel heeft om vrede en eenheid wereldwijd te bevorderen.

### Persoonlijk
Jackson is sinds 1975 getrouwd met Carol Parker. Samen hebben ze drie kinderen (geboren in 1976, 1978 en 1981) en zes kleinkinderen.

## Discografie

### Studioalbum
- Baby Tonight (1987)

### Singles
- (Let Your Love Find) The Chosen One (1986)
- Baby Tonight (1987)
- Don't Go (1987)

- Biblioteca Nacional de España: XX1761657
- Bibliothèque nationale de France: cb14047277c (data)
- Gemeinsame Normdatei: 134587804
- International Standard Name Identifier: 0000 0000 5945 1990
- Library of Congress Control Number: n91070631
- MusicBrainz: dfa29df0-2f21-409c-8509-a75e72205e1d
- Virtual International Authority File: 64208104
- WorldCat: E39PBJrwPP8MMwHXcVGD8CvGpP